# Protolabis
Protolabis es un género extinto de animal terrestre herbívoro de la familia de los Camelidae, endémico de América del Norte que vivió desde el  Oligoceno hasta el Mioceno  hace entre 30,8—10,3 millones de años aproximadamente.

## Taxonomía
Protolabis fue nombrado por Cope (1876). Fue asignado a Camelidae por Cope (1876) y Carroll (1988).

## Morfología
Cuatro especímenes fueron examinados para calcular su masa corporal por M. Mendoza, C. M. Janis, y P. Palmqvist. Se estimó que estos especímenes pesaban:
- 451,7 kg (995,8 lb)
- 231,4 kg (510,2 lb)
- 342,7 kg (755,5 lb)
- 511,5 kg (1127,7 lb)[3]

## Distribución fósil
La distribución fósil se extiende desde  Nicaragua, Centroamérica a Montana  a través de todo el oeste de  Estados Unidos.